# ۱۱۷۰ (میلادی)
۱۱۷۰ (میلادی) هزارو صد و هفتادمین سال تقویم میلادی است.

## زادگان
- وولفرام فون اشنباخ، نویسندهٔ آلمانی

## درگذشتگان
‎